# Großsteingrab Steenberg
Het Ganggrab Steenberg (ook wel Großsteingrab Steenberg of Hatten 2 genoemd) is een ganggraf uit het neolithicum in de Duitse deelstaat Nedersaksen. Het wordt aangeduid met Sprockhoff-Nr. 926. Het is onderdeel van de Straße der Megalithkultur.

## Kenmerken
Het megalithisch bouwwerk werd tussen 3500 en 2800 v.Chr. opgericht en wordt toegeschreven aan de trechterbekercultuur. 

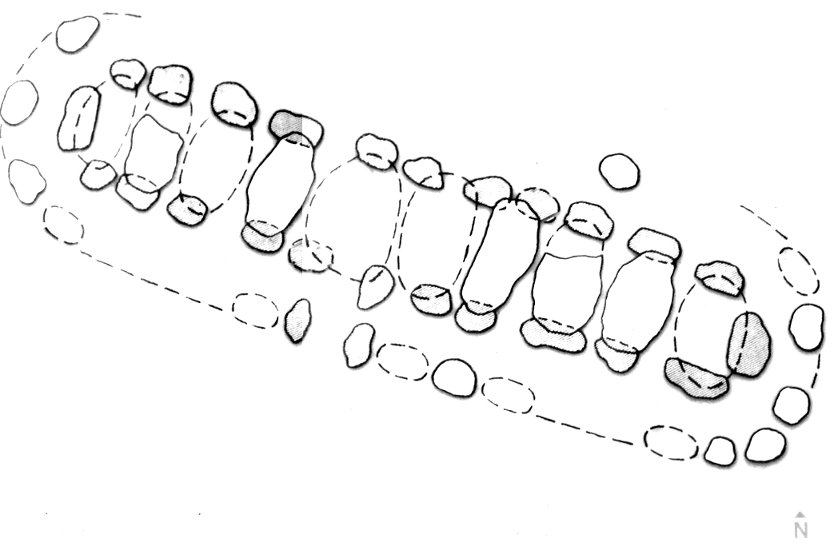
Schematische tekening

De Steenberg (Steinberg) ligt in het noorden van Naturpark Wildeshauser Geest ten zuidoosten van Hatten (Sandhatten) in het Landkreis Oldenburg in Nedersaksen.
Het ganggraf is west-oost georiënteerd en behoort tot het type Emsländische Kammer. Het ligt in een eikenbos en is relatief goed behouden gebleven. Toch zijn vele stenen niet meer in situ. De kamer is 16,3 meter lang en 2 meter breed. Van de oorspronkelijke 22 draagstenen zijn er maar 2 verdwenen. Echter zijn van de oorspronkelijke 10 dekstenen nog 3 aanwezig. Er zijn sporen van een dekheuvel en kransstenen die aantonen dat de kamer in een ovalen krans lag.
De resten van een sterk vernield hunebed met Sprockhoff Nr. 925 liggen ongeveer 500 meter ten zuidwesten van het centrum van Hatten in een weiland. Dit hunebed is in de jaren 1930 uitgegraven.